# 엔리케 사우라
엔리케 사우라 힐(스페인어: Enrique Saura Gil, 1954년 8월 2일, 발렌시아 지방 온다 ~)은 스페인의 전 축구 선수로, 현역 시절 공격형 미드필더로 활약하였다.
현역 시절, 그는 주로 카스테욘과 발렌시아에서 활동했는데, 400번 이상의 공식 경기에 출전하여 후자의 구단 소속으로 3번의 주요 대회 우승을 거두었다.
사우라는 스페인을 대표로 하여 UEFA 유로 1980과 1982년 FIFA 월드컵에 참가하였다.

## 클럽 경력
사우라는 발렌시아 지방 온다 사람이다. 현역 시절, 그는 고향 지역인 발렌시아 지방에서만 활동했다. 카스테욘에서 프로 무대에 첫 발을 디딘 사우라는 인근의 거함 발렌시아에 합류하여 10년 동안 붙박이 주전으로 활동하며, 라 리가에서 37골을 득점하였다. 그는 발렌시아 소속으로 1년 동아 3번의 주요 대회 우승에 일조했는데, 정점을 찍은 그 해 UEFA 컵위너스컵을 우승하였다.
31세의 나이로 발렌시아를 떠난 사우라는 카스테욘으로 돌아와 세군다 디비시온에서 3년을 보냈다. 이후, 그는 아마추어 리그 구단이자 유소년부 시절 축구를 시작했던 온다로 둥지를 옮겼고, 거의 38세가 되어서 현역에서 은퇴하였다.

## 국가대표팀 경력
사우라는 스페인 국가대표팀 경기에 23번 출전하였는데, 처음 출전한 경기는 1978년 11월 8일, 프랑스와의 친선경기였다. 1979-80 시즌에 발렌시아에서 인상적인 활약을 펼친 그는 국가대표팀 주전으로 활동하였고, UEFA 유로 1980과 1982년 FIFA 월드컵에 자국을 대표로 참가하였다. 후자의 대회에서, 그는 국가대표팀 경기에서 기록한 4골 중 1골을 기록하였는데, 유고슬라비아를 상대로 터뜨린 그의 골은 교체로 투입한 지 3분 만에 터뜨린 귀중한 2-1 결승골이 되었다.
사우라는 캐나다 퀘벡 주 몽레알에서 열린 1976년 하계 올림픽에서 스페인 선수단 일원으로 참가했지만 1라운드에서 조기에 탈락했다.

### 국가대표팀 득점 기록
| #  | 날짜             | 경기장                          | 상대         | 점수 | 결과 | 대회                  |
| -- | ---------------- | ------------------------------- | ------------ | ---- | ---- | --------------------- |
| 1. | 1979년 12월 9일  | 키프로스 리마솔 치리온          | 키프로스     | 3–1  | 3–1  | UEFA 유로 1980 예선전 |
| 2. | 1980년 5월 21일  | 덴마크 쾨벤하운 이드레츠파르켄  | 덴마크       | 1–0  | 2–2  | 친선경기              |
| 3. | 1981년 10월 14일 | 스페인 발렌시아 루이스 카사노바 | 룩셈부르크   | 2–0  | 3–0  | 친선경기              |
| 4. | 1982년 6월 20일  | 스페인 발렌시아 루이스 카사노바 | 유고슬라비아 | 2–1  | 2–1  | 1982년 FIFA 월드컵    |

## 수상
발렌시아
- 코파 델 레이: 1978–79
- UEFA 컵위너스컵: 1979–80
- UEFA 슈퍼컵: 1980